# The Hoosier Hot Shots
The Hoosier Hot Shots waren eine US-amerikanische Countryband. Ihr Beiname war America’s Hillbilly Aces.

## Karriere

### Frühe Anfänge
Die beiden Brüder Kenneth und Paul Trietsch wuchsen auf der Farm ihrer Eltern auf. Mit ihrem Vater, der Banjo spielte, traten sie auf Vaudevilles auf, bis das Trio sich zerstritt. Danach reisten Kenneth und Paul alleine weiter. Nach 1929, als die Blütezeit der Vaudevilles vorüber war, erhielten die Brüder eine eigene Radiosendung. Kurz zuvor lernten sie Otto Ward kennen, das dritte Mitglied der späteren Hoosier Hot Shots. Der Name entstand dadurch, dass die Gruppe einmal zu ihrer Radiosendung zu spät kam und der Moderator zu ihnen rief: Hey, you hoosier hot shots, get in here! (Hey, ihr Hoosier Hot Shots, kommt endlich her!).

### Durchbruch
1933 traten die Hoosier Hot Shots erstmals bei dem WSL National Barn Dance auf, wo sie jahrelang ihre Auftritte abhielten. Die Gruppe entwickelte in dieser Zeit ihren unvergleichlichen Stil, der eine Mischung aus Jazz, Swing und Country war. Zudem nutzten sie ein äußerst seltenes Instrument, die „Zither“. Die Zither war eine Erfindung von Paul Trietsch, nämlich ein Waschbrett, an dem weitere alltägliche Gegenstände wie Glocken gehängt waren. 1934 kam dann der Bassist Frank Kettering hinzu; in dieser Konstellation sollte die Band über Jahre auftreten. Kurze Zeit später nahmen sie ihre ersten Platten auf, auf denen der Ruf von Kenneth Trietsch zu hören war, der ihr Markenzeichen wurde: Are you ready, Hezzie? (Bist du bereit, Hezzie?). 
Ab 1937 traten sie auch in Filmen auf, bis 1950 spielten sie in 20 verschiedenen Western und Komödien mit und spielten zusammen mit Gene Autry, Bob Wills und Merle Travis. Während des Zweiten Weltkriegs standen sie auf dem Höhepunkt ihrer Karriere und spielten in Nordafrika und in Italien für die amerikanischen Soldaten. 1946 wurde der vorher ausgestiegene Frank Kettering durch Gil Taylor ersetzt. Anfang der 1960er Jahre nahm ihre Popularität ab, jedoch traten sie noch bis zum Tod Paul Trietschs 1980 auf.

## Filme (Auswahl)
- Swinging In The Saddle (Columbia Pictures)
- Sing Me A Song Of Texas (Columbia Pictures)
- Arev You Ready, Hezzie? (Columbia Pictures)
- Hoosier Hot Shot Hotel (Columbia Pictures)
- Rockin’ In The Rockies (Columbia Records)
- National Barn Dance (Paramount Pictures)
- Hoosier Holiday (Republic Pictures)

## Titel (Auswahl)
- Meet Me By The Icehouse, Lizzie
- Hoosier Stomp
- Flat Foot Floogie
- Bye Bye Blues
- Wilie, Willie, Will Ya?
- Ma! (He’s Making Eyes at Me)
- She Broke My Heart in Three Places
- Someday (You’ll Want Me to Want You)
- Sioux City Sue